# The Rakes
The Rakes was een postpunkgroep uit Engeland. De groep heeft de albums Capture/Release en Ten New Messages uitgebracht en is verantwoordelijk voor singles als 22 Grand Job en We Danced Together.
Zanger Alan Donohoe wordt op het podium wel vergeleken met Ian Curtis. Ook wordt de groep vaak vergeleken met Gang Of Four. De muziek ademt de sfeer van de vroege jaren tachtig.

## Biografie
In 2004 brengt de groep haar eerste single 22 Grand Job uit. Dit wordt een succes en hetzelfde jaar staat de band op London Calling.
Op 18 augustus 2005 komt het debuutalbum Capture/Release uit. De kritieken zijn gunstig. De singles die de band dit jaar nog uitbrengt zijn Retreat en Work, Work, Work (Pub, Club, Sleep). The Rakes verzorgt onder meer nog optredens op het Glastonbury festival en het In Music We Trust Festival.
In 2006 bracht de band het nummer All Too Human op single uit. Ook stond de band in 2006 op Pinkpop en Pukkelpop en in 2007 op Lowlands.
In 2007 verscheen een nieuw album, met als titel Ten New Messages. Eerste single van dit album is We Danced Together. De tweede single was The World was a Mess But His Hair Was Perfect.
In 2009 verscheen het in Berlijn opgenomen album "Klang!" In oktober maakte de band bekend dat het uit elkaar ging, waarmee enkele Engelse en Amerikaanse optredens geannuleerd moesten worden.

## Bandleden
- Alan Donohoe (zang, gitaar)
- Matthew Swinnerton (gitaar)
- Jamie Hornsmith (bas)
- Lasse Petersen (drums)

## Discografie

### Albums
- Capture/Release (2005)
- Ten New Messages (2007)
- Klang! (2009)

### Ep's
- Retreat EP (2005)

### Singles
- 22 Grand Job (2004)
- Strasbourg (2004)
- Retreat (single, 2005)
- Work, Work, Work (Pub, Club, Sleep) (2005)
- All Too Human (Single, 2006)
- The World Was A Mess But His Hair Was Perfect (Single, 2007)
- We Danced Together (Single, 2007)
- 1989 (2009)